# Robert Loggia
Robert Loggia (født 3. januar 1930, død 4. december 2015) var en amerikansk filmskuespiller.